# Ambonci
Ambonci su domorodački narod na indonežanskom otoku Ambonu.
Porijeklom su mješavina Malajaca i Melanežana. Po vjeri su uglavnom kršćani.
Zbog svojeg specifičnog identiteta i straha od javanske dominacije u nezavisnoj Indoneziji, Ambonci su, slično kao i drugi stanovnici Molučkih otoka početkom 1950-ih podržavali separatistički pokret i kratkotrajnu Republiku Južnih Moluka.
Danas Ambonce zbog njihove kršćanske vjere napadaju islamski militanti.